# Elvis Aron Presley
Elvis Aron Presley – album koncertowy Elvisa Presleya, składający się w większości z utworów nagranych 6 czerwca 1975 r. w Dallas w Teksasie.
Elvis miał na sobie Black Phoenix suit. Został wydany w 1998 r.

## Lista utworów
1. "2001 Theme" - 10 czerwca 1975, Memphis, TN.
2. "See See Rider" - 6 maja 1975 Murfreesboro, TN.
3. "I Got a Woman – Amen"  - 6 maja 1975 Murfreesboro, TN.
4. "Love Me"
5. "If You Love Me"
6. "Love Me Tender"
7. "All Shook Up"
8. "Teddy Bear – Don’t Be Cruel"
9. "Hound Dog"
10. "The Wonder of You"
11. "Burning Love"
12. "Intros"
13. "T-R-O-U-B-L-E" - 5 czerwca 1975 Houston, TX.
14. "Why Me Lord" - 9 czerwca 1975 Jackson, MS.
15. "How Great Thou Art"
16. "Let Me Be There"
17. "An American Trilogy"
18. "Funny How Time Slips Away"
19. "Little Darlin'"
20. "Mystery Train - Tiger Man"
21. "Can’t Help Falling In Love"
22. "Closing Vamp"